# 아키타현 선거구
아키타현 선거구(일본어: 秋田県選挙区)는 일본의 참의원 선거구이다.

## 선거구 정보
| 지역      | 아키타현 전역          |
| 의원 정수 | 2명 (개선 정수 1명)    |
| 유권자 수 | 832,633명 (2022년 9월) |

## 역대 의원
| 홀수회                         | 홀수회        | 짝수회        | 짝수회                       |
| 의원                           | 선거          | 선거          | 의원                         |
| ------------------------------ | ------------- | ------------- | ---------------------------- |
| 스즈키 야스타카 (일본자유당)   | 1947년 제1회  | 1947년 제1회  | 이시카와 준키치 (무소속)     |
| 스즈키 야스타카 (일본자유당)   |               | 1950년 제2회  | 하세야마 고키 (자유당)       |
| 스즈키 하지메 (무소속)         | 1953년 제3회  |               | 하세야마 고키 (자유당)       |
| 스즈키 하지메 (무소속)         |               | 1956년 제4회  | 스즈키 히토시 (일본사회당)   |
| 마쓰노 고이치 (자유민주당)     | 1958년 보궐   |               | 스즈키 히토시 (일본사회당)   |
| 마쓰노 고이치 (자유민주당)     | 1959년 제5회  |               | 스즈키 히토시 (일본사회당)   |
| 마쓰노 고이치 (자유민주당)     |               | 1962년 제6회  | 스즈키 히토시 (일본사회당)   |
| 마쓰노 고이치 (자유민주당)     | 1965년 제7회  |               | 스즈키 히토시 (일본사회당)   |
| 사와다 마사지 (일본사회당)     | 1967년 보궐   |               | 스즈키 히토시 (일본사회당)   |
| 사와다 마사지 (일본사회당)     |               | 1968년 제8회  | 야마자키 고로 (자유민주당)   |
| 사와다 마사지 (일본사회당)     | 1971년 제9회  |               | 야마자키 고로 (자유민주당)   |
| 사와다 마사지 (일본사회당)     |               | 1974년 제10회 | 야마자키 고로 (자유민주당)   |
| 사와다 마사지 (일본사회당)     |               | 1976년 보궐   | 사사키 만 (자유민주당)       |
| 노로다 호세이 (자유민주당)     | 1977년 제11회 |               | 사사키 만 (자유민주당)       |
| 노로다 호세이 (자유민주당)     |               | 1980년 제12회 | 사사키 만 (자유민주당)       |
| 데구치 히로미쓰 (자유민주당)   | 1983년 제13회 |               | 사사키 만 (자유민주당)       |
| 데구치 히로미쓰 (자유민주당)   |               | 1986년 제14회 | 사사키 만 (자유민주당)       |
| 호소야 아키오 (일본사회당)     | 1989년 제15회 |               | 사사키 만 (자유민주당)       |
| 호소야 아키오 (일본사회당)     |               | 1992년 제16회 | 사사키 만 (자유민주당)       |
| 가네다 가쓰토시 (자유민주당)   | 1995년 제17회 |               | 사사키 만 (자유민주당)       |
| 가네다 가쓰토시 (자유민주당)   |               | 1998년 제18회 | 사이토 시게노부 (자유민주당) |
| 가네다 가쓰토시 (자유민주당)   | 2001년 제19회 |               | 사이토 시게노부 (자유민주당) |
| 가네다 가쓰토시 (자유민주당)   |               | 2004년 제20회 | 스즈키 요에쓰 (무소속)       |
| 마쓰우라 다이고 (무소속)       | 2007년 제21회 |               | 스즈키 요에쓰 (무소속)       |
| 마쓰우라 다이고 (무소속)       |               | 2010년 제22회 | 이시이 히로 (자유민주당)     |
| 나카이즈미 마쓰지 (자유민주당) | 2013년 제23회 |               | 이시이 히로 (자유민주당)     |
| 나카이즈미 마쓰지 (자유민주당) |               | 2016년 제24회 | 이시이 히로오 (자유민주당)   |
| 데라타 시즈카 (무소속)         | 2019년 제25회 |               | 이시이 히로오 (자유민주당)   |
| 데라타 시즈카 (무소속)         |               | 2022년 제26회 | 이시이 히로오 (자유민주당)   |

## 최근 선거 결과

### 2016년 (제24회)
|  | 53.94% |

|  | 43.99% |

|  | 2.07% |

### 2019년 (제25회)
|  | 50.46% |

|  | 46.07% |

|  | 3.47% |

### 2022년 (제26회)
|  | 42.66% |

|  | 35.65% |

|  | 13.66% |

|  | 4.37% |

|  | 2.26% |

|  | 1.39% |

## 같이 보기
- 아키타현 제1구
- 아키타현 제2구
- 아키타현 제3구